# Гук (річка)
Гук — річка в Україні, в межах Тернопільського району Тернопільської області. Ліва притока Серету (басейн Дністра).

## Опис
Довжина 15 км. Річище на значній протяжності каналізоване і випрямлене. Споруджено декілька ставів, переважно в нижній течії. Найбільш заболочена пригирлова частина. 

## Розташування
Витоки розташовані серед пагорбів на захід від села Хоми Тернопільського району, на висоті бл. 400 м. над р. м. Тече переважно на захід. Впадає до Серету на східних околицях села Залізці.

## Населені пункти
Всі Тернопільського району Тернопільської області: 
- Хоми
- Мильне
- Бліх
- Залізці

## Цікаві факти
За минулі століття воду річки використовували для сільського господарства (водяні млини, круподерки) та для виробництва сукна (сукнобійки). В сучасний період вода річки іде для зрошення сільськогосподарських угідь (у посушливий літній період), також для домашніх потреб, а у ставах, утворених на руслі річки, розводять рибу та водоплавну птицю.